# Таволжанка (Казахстан)
Таволжа́нка (каз. Таволжанка) — село у складі Астраханського району Акмолинської області Казахстану. Входить до складу Астраханського сільського округу.
Населення — 210 осіб (2021; 306 у 2009, 422 у 1999, 533 у 1989).
Національний склад станом на 1989 рік:
- росіяни — 44 %;
- казахи — 21 %;
- німці — 20 %.